# Furinkazan
Fūrinkazan (風林火山?), letteralmente «Vento, foresta, fuoco e montagna», è lo stendardo di guerra usato da Takeda Shingen, daimyo del periodo Sengoku. Il testo riportaro sullo stendardo è una citazione del capitolo 7 de L'arte della guerra di Sun Tzu:

Furinkazan.

come il fuoco, incrollabile come la montagna. (...)»
(Sun Tzu, "L'arte della guerra")

## Versione originale
La versione originale dello stendardo è menzionata nel Kōyō Gunkan, un resoconto delle imprese militari del clan Takeda. Si basa su quattro frasi di Sun Tzu, che nel testo cinese originale compaiono in due passaggi consecutivi:
- Capitolo 7, Passaggio 15 (故其疾如風，其徐如林，侵掠如火，不動如山): “Quando muovi, sii rapido come il vento, maestoso come la foresta, avido come il fuoco, incrollabile come la montagna»
- capitolo 7, passaggio 16 (難知如陰，動如雷霆): “Imperscrutabile come la nebbia, subitaneo come il tuono.»

## Yojijukugo
La versione a quattro caratteri (Fūrinkazan (風林火山?)) sembra essere un'invenzione recente. Masaya Suzuki afferma che non ci sono evidenze nei documenti storici dell'espressione in quattro caratteri, e che è diventata popolare solo dopo la pubblicazione del romanzo storico omonimo di Yasushi Inoue nel 1953.

## Nella cultura popolare
- Questa strategia è quella usata da un personaggio del manga Detective Conan durante una serie di omicidi seriali.[1][2]
- Nel manga Fūma no Kojirō di Masami Kurumada, Kojirō usa la spada celeste chiamata Fūrinkazan che è un riferimento a questo precetto dall'opera di Sun Tzu The Art of War .
- Nella light novel Sword Art Online, la gilda di combattenti guidata da Klein si chiama Fuurinkazan.
- Fuh-rin-ka-zan è una carta trappola nel gioco di carte Duel Monsters, dal manga Yu-Gi-Oh!
- Nel manga Il principe del tennis "fuh rin ka zan è una tecnica di un personaggio di nome Sanada.
- Nel film Inazuma Eleven Go, Furinkazan Destroyer è una tecnica di tiro usata da Kibayama Douzan.
- Il personaggio di Ryu in Street Fighter indossa l'iscrizione Fūrikazan sulla cintura nera.
- Nel manga Ninja Slayer, la parola "Furinkazan" viene utilizzata come password per hackerare un computer.